# Bahr Loubnan
Bahr Loubnan (en arabe : بحر لبنان signifie en français : la mer du Liban,) est une organisation non gouvernementale à but non lucratif, fondée au Liban en 2002, qui a pour objectif de préserver la biodiversité, de lutter contre la pollution et de promouvoir une gestion durable du littoral et de la mer.
Elle est créée par le Président du conseil des ministres libanais Rafiq Hariri. Dès 2012, l'ONG est présidée par Nazek Hariri (en), la veuve de Rafiq Hariri. 

## Village écologique de Naqoura
En 2005, Bahr Loubnan signe un accord de coopération avec la ville de Naqoura qui devient le premier projet de ville écologique au Liban,,,. Une école écologique, la première du genre au Liban, est établie dans ce village par Bahr Loubnan ; l'éclairage repose sur l'énergie solaire, les élèves s'initient à l'agriculture dans un potager bio et pratiquent le tri des déchets,.

## Pollution provoquée par des bombardements israéliens
En 2006, lors de la guerre israélo-libanaise, les bombardements israéliens sur les dépôts de carburant dans la centrale électrique de Jieh (en) provoquent une gigantesque marée noire au Liban (en) ; 13 000 tonnes d'hydrocarbures se déversent alors dans la mer. Avec l'aide de la France et de volontaires, Bahr Loubnan entreprend de nettoyer le littoral libanais,, après avoir recensé les sites les plus pollués. Bahr Loubnan s'est vu confier le traitement de 34,5 km de côtes entre Jieh et la capitale Beyrouth.

## Analyses et positions

### Usine de traitement des déchets de Saïda
En 2011, Bahr Loubnan critique la gestion par la municipalité de Saïda (importante ville du sud du Liban) de la décharge, une catastrophe écologique vieille d'une quarantaine d'années selon L'Orient-le-Jour ; elle s'oppose au projet de remblayage de la mer, qui détruirait la vie marine. De même en 2015, lors de la crise des ordures au Liban, Bahr Loubnan avec d'autres associations écologistes, notamment Min Ajl Baladi Al Akhdar (« au nom d'un pays vert »)  critiquent les nuisances engendrées par l'usine de traitement des déchets de Saïda, la pollution, la privatisation des services.

### Pour les énergies renouvelables
En 2020, alors que le groupe français Total explore les ressources en gaz sur les côtes libanaises, Bahr Loubnan met en garde contre les risques de pollution que ces ressources vont entraîner et plaide pour le développement des énergies renouvelables, notamment solaire et hydraulique.